# والتر فونک
والتر فونک (به آلمانی: Walther Funk) رئیس رایش بانک بین سال‌های ۱۹۳۷ تا ۱۹۴۵ بود. او مخالف مارکسیسم و یک ناسیونالیست بود. وی یکی از ۲۴ متهم به جنایت جنگی بود که در دادگاه بین‌المللی در نورنبرگ در ۱ اکتبر ۱۹۴۶ به حبس ابد محکوم شد ولی سال ۱۹۵۷ آزاد شد.